# 파이도역
파이도역(이탈리아어: Stazione di Faido)은 스위스 티치노주와 파이도 지자체에 있는 기차역이다. 역은 스위스 연방 철도의 고트하르트선의 원래 노선에 있으며, 고트하르트 터널까지 가는 남쪽 경사로에 있다. 고트하르트선의 대부분의 열차는 이제 고트하르트 베이스 터널을 사용하며, 파이도역을 통과하지 않는다.

## 운행편
2021년 12월 시간표 변경에 따라 다음 서비스가 파이도에서 정차한다.
- 인터레기오 : 로카르노와 아트-골다우 간 매시간 운행 기차는 바젤 SBB 또는 취리히 중앙역까지 계속 운행한다.
  - S10 / S50 : 아이롤로, 키아소, 코모 산조반니 또는 말펜사 공항터미널1까지 하루에 1편 운행

역은 또한 다른 지역 서비스와 함께 철도 노선과 평행을 이루는 벨린초나와 아이롤로 사이의 시간별 서비스를 포함하여 아우토포스탈레에서 운영하는 버스 서비스를 제공한다.